# Ce lundi-là au Bataclan
 (juin 2017).
Si vous disposez d'ouvrages ou d'articles de référence ou si vous connaissez des sites web de qualité traitant du thème abordé ici, merci de compléter l'article en donnant les références utiles à sa vérifiabilité et en les liant à la section « Notes et références ».
Albums de Michel Delpech
Comme vous
(2004) Michel Delpech &...
(2006)
Ce lundi-là au Bataclan est un double-album live, assorti d'un DVD, de l'auteur-compositeur-interprète français Michel Delpech. Il est enregistré en février 2005 dans la salle de spectacle parisienne du Bataclan et sort en octobre de la même année.

## Liste des titres
| 1.  | Intro                                    | 0:59 |
| 2.  | Elle ne passera pas un hiver de plus ici | 4:12 |
| 3.  | Le Chasseur                              | 3:44 |
| 4.  | Home sweet home                          | 3:52 |
| 5.  | Photographe                              | 4:38 |
| 6.  | Sortie de couple                         | 4:37 |
| 7.  | Jaloux                                   | 4:23 |
| 8.  | Trente manières de quitter une fille     | 3:34 |
| 9.  | Loin d'ici                               | 3:54 |
| 10. | Fuir au soleil                           | 4:23 |
| 11. | Ces mots-là                              | 4:11 |
| 12. | La Course du voyageur                    | 4:37 |
| 13. | Ce lundi-là                              | 3:51 |

| 1.  | Que Marianne était jolie | 3:10 |
| 2.  | Chez Laurette            | 3:16 |
| 3.  | Les Divorcés             | 4:50 |
| 4.  | Pour un flirt            | 3:57 |
| 5.  | Comme vous               | 6:52 |
| 6.  | Wight Is Wight           | 4:35 |
| 7.  | Solidaire de mes frères  | 5:41 |
| 8.  | Ce soir au cirque        | 5:12 |
| 9.  | Le Loir-et-Cher          | 4:26 |
| 10. | Quand j'étais chanteur   | 4:48 |
| 11. | Dans Chatou qui dort     | 4:07 |

| 1.  | Elle ne passera pas un hiver de plus ici |  |
| 2.  | Le Chasseur                              |  |
| 3.  | Home sweet home                          |  |
| 4.  | Photographe                              |  |
| 5.  | Sortie de couple                         |  |
| 6.  | Jaloux                                   |  |
| 7.  | Trente manières de quitter une fille     |  |
| 8.  | Loin d'ici                               |  |
| 9.  | Fuir au soleil                           |  |
| 10. | Ces mots-là                              |  |
| 11. | La Course du voyageur                    |  |
| 12. | Ce lundi-là                              |  |
| 13. | Que Marianne était jolie                 |  |
| 14. | Chez Laurette                            |  |
| 15. | Les Divorcés                             |  |
| 16. | Pour un flirt                            |  |
| 17. | Comme vous                               |  |
| 18. | Wight Is Wight                           |  |
| 19. | Solidaire de mes frères                  |  |
| 20. | Ce soir au cirque                        |  |
| 21. | Le Loir-et-Cher                          |  |
| 22. | Quand j'étais chanteur                   |  |
| 23. | Dans Chatou qui dort                     |  |